# Port lotniczy Korfu
Port lotniczy Korfu (IATA: CFU, ICAO: LGKR) – międzynarodowy port lotniczy położony 3 km od Korfu, na wyspie Korfu, w Grecji. Operatorem zarządzającym portem jest niemiecka spółka Fraport.

## Linie lotnicze i kierunki lotów
| Linia lotnicza                | Kierunek |
| ----------------------------- | --- |
| Aegean Airlines               | 1. Ateny |
| Aer Lingus                    | Sezonowo: 1. Dublin |
| Air France                    | Sezonowo: 1. Marsylia 2. Paryż-Charles de Gaulle |
| Air Serbia                    | Sezonowo: 1. Belgrad |
| Air Baltic                    | Sezonowo: 1. Ryga |
| Animawings                    | Sezonowo: 1. Bukareszt |
| Austrian Airlines             | Sezonowo: 1. Wiedeń |
| Avion Express                 | Sezonowe czartery: 1. Wilno |
| Buzz                          | Sezonowe czartery: 1. Katowice |
| Braathens Regional Airlines   | Sezonowe czartery: 1. Kopenhaga |
| British Airways               | Sezonowo: 1. Londyn-Gatwick 2. Londyn-Heathrow |
| Brussels Airlines             | Sezonowo: 1. Bruksela |
| Chair Airlines                | Sezonowo: 1. Zurych |
| Condor                        | Sezonowo: 1. Düsseldorf 2. Frankfurt 3. Hamburg 4. Lipsk 5. Monachium 6. Stuttgart |
| Corendon Airlines             | Sezonowo: 1. Kolonia/Bonn 2. Düsseldorf 3. Hanower 4. Norymberga |
| Corendon Dutch Airlines       | Sezonowo: 1. Amsterdam |
| easyJet                       | Sezonowo: 1. Amsterdam 2. Belfast-International 3. Berlin 4. Birmingham (od 3 kwietnia 2024) 5. Bristol 6. Edynburg 7. Genewa 8. Liverpool 9. Londyn-Gatwick 10. Londyn-Luton 11. Lyon 12. Manchester 13. Mediolan-Malpensa 14. Neapol 15. Paryż-Charles de Gaulle |
| Edelweiss Air                 | Sezonowo: 1. Zurych |
| Enter Air                     | Sezonowe czartery: 1. Gdańsk 2. Katowice 3. Poznań |
| Eurowings                     | Sezonowo: 1. Kolonia/Bonn 2. Düsseldorf 3. Graz 4. Hamburg 5. Praga 6. Salzburg 7. Stuttgart |
| Eurowings Discover            | Sezonowo: 1. Frankfurt 2. Monachium |
| Finnair                       | Sezonowo: 1. Helsinki |
| Flydubai                      | Sezonowo: 1. Dubaj |
| Freebird Airlines Europe      | Sezonowe czartery: 1. Lipsk |
| Iberia                        | Sezonowo: 1. Madryt |
| Iberia Express                | Sezonowo: 1. Madryt |
| Israir Airlines               | Sezonowo: 1. Tel Awiw |
| ITA Airways                   | Sezonowo: 1. Mediolan-Linate 2. Rzym-Fiumicino |
| Jet2.com                      | Sezonowo: 1. Birmingham 2. Bristol 3. East Midlands 4. Edynburg 5. Glasgow-International 6. Leeds/Bradford 7. Liverpool (od 3 maja 2024) 8. Londyn-Stansted 9. Manchester 10. Newcastle |
| LOT                           | Sezonowo: 1. Warszawa-Okęcie |
| Lufthansa                     | Sezonowo: 1. Monachium |
| Luxair                        | Sezonowo: 1. Luksemburg |
| Marabu                        | Sezonowo: 1. Hamburg 2. Monachium |
| Neos                          | Sezonowo: 1. Mediolan-Malpensa 2. Tel Awiw 3. Werona |
| Norwegian Air Shuttle         | Sezonowo: 1. Kopenhaga 2. Oslo-Gardermoen |
| Ryanair                       | Sezonowo: 1. Aarhus 2. Ateny 3. Barcelona 4. Mediolan-Bergamo 5. Berlin 6. Birmingham 7. Bolonia 8. Bratysława 9. Bukareszt 10. Bruksela-Charleroi 11. Budapeszt 12. Dublin 13. Kolonia/Bonn 14. East Midlands 15. Edynburg 16. Gdańsk 17. Frankfurt-Hahn 18. Karlsruhe/Baden-Baden 19. Kraków 20. Londyn-Stansted 21. Manchester 22. Marsylia 23. Memmingen 24. Mediolan-Malpensa 25. Münster/Osnabrück 26. Neapol 27. Nisz 28. Norymberga 29. Piza 30. Poznań 31. Praga 32. Rzym-Ciampino 33. Shannon 34. Sofia 35. Sztokholm-Arlanda 36. Teesside 37. Tel Awiw 38. Saloniki 39. Tuluza 40. Treviso 41. Turyn 42. Werona 43. Wiedeń 44. Warszawa-Modlin 45. Wilno 46. Weeze 47. Wrocław 48. Zagrzeb |
| Scandinavian Airlines System  | Sezonowo: 1. Kopenhaga Sezonowe czartery: 1. Göteborg 2. Sztokholm-Arlanda |
| Sky Express (Greece)          | 1. Ateny 2. Preweza 3. Saloniki (od 30 października 2023) |
| Smartwings                    | Sezonowo: 1. Bratysława 2. Brno 3. Katowice 4. Ostrawa 5. Praga 6. Warszawa-Okęcie Sezonowe czartery: 1. Budapeszt |
| Sundair                       | Sezonowo: 1. Drezno 2. Lubeka |
| Swiss International Air Lines | Sezonowo: 1. Genewa |
| Trade Air                     | Sezonowe czartery: 1. Lublana |
| Transavia.com                 | Sezonowo: 1. Amsterdam 2. Nantes 3. Paryż-Orly 4. Rotterdam |
| TUI Airways                   | Sezonowo: 1. Aberdeen 2. Belfast-International 3. Birmingham 4. Bournemouth 5. Bristol 6. Cardiff 7. Dublin 8. East Midlands 9. Edynburg 10. Exeter 11. Glasgow-International 12. Leeds/Bradford 13. Londyn-Gatwick 14. Londyn-Luton 15. Londyn-Stansted 16. Manchester 17. Newcastle 18. Norwich |
| TUI fly Belgium               | Sezonowo: 1. Bruksela |
| TUI fly Deutschland           | Sezonowo: 1. Düsseldorf 2. Frankfurt 3. Hanower 4. Monachium 5. Norymberga 6. Stuttgart |
| TUI fly Netherlands           | Sezonowo: 1. Amsterdam |
| Tus Airways                   | Sezonowo: 1. Larnaka 2. Tel Awiw |
| Volotea                       | Sezonowo: 1. Bordeaux 2. Lyon 3. Nantes 4. Strasburg 5. Tuluza |
| Vueling                       | Sezonowo: 1. Barcelona |
| Wizz Air                      | Sezonowo: 1. Bukareszt 2. Budapeszt 3. Kluż-Napoka 4. Debreczyn 5. Katowice 6. Mediolan-Malpensa 7. Neapol 8. Rzym-Fiumicino 9. Wiedeń 10. Warszawa-Okęcie |